# Jane Marken
Jane Marken est une actrice française, née le 13 janvier 1895 à Paris où elle meurt le 1er décembre 1976. Parmi les films notables de sa carrière cinématographiques on peut retenir Napoléon Bonaparte d'Abel Gance (1935), Gueule d'amour de Jean Grémillon (1937), Hôtel du Nord de Marcel Carné (1938), L'Éternel Retour de Jean Delannoy (1943), Falbalas de Jacques Becker (1944), Les Enfants du paradis (1945) et Les Portes de la nuit de Marcel Carné (1946), Copie conforme de Jean Dréville (1947), Dédée d'Anvers (1947) et Manèges d'Yves Allégret (1949), Knock de Guy Lefranc (1951) ou encore Et Dieu… créa la femme de Roger Vadim (1956).

## Biographie

### Origines et formation
Jane Marken naît le 13 janvier 1895 dans le 10e arrondissement de Paris sous le nom d'état civil de Jeanne Berthe Adolphine Crabbe.
Fille d'un imprimeur-graveur d'origine belge, Jane Marken entre au Conservatoire de musique et de déclamation, dont elle sort en 1915 avec un premier prix de comédie.

### Carrière
Elle est aussitôt engagée comme pensionnaire du théâtre de l'Odéon. Fine et gracieuse, elle joue les rôles de jeunes premières, en particulier Suzanne du Mariage de Figaro de Beaumarchais. Après la parenthèse imposée par Jules Berry, son mari à l'époque, c'est avec des rondeurs en plus et son retour au théâtre qu'elle aborde les personnages qui font son succès aussi bien à la scène qu'à l'écran.
Elle fait ses débuts au cinéma sous la houlette d'Abel Gance en 1915, puis continue avec Jean Renoir, Julien Duvivier, Sacha Guitry, Jacques Becker et Marcel Carné. Dans Hôtel du Nord de Marcel Carné (1938), elle incarne Louise Lecouvreur, l'hôtelière. Elle exerce le même métier dans Les Enfants du paradis du même réalisateur (1945), dans le personnage de Madame Hermine. Elle a souvent joué des coquettes sur le retour et, à l'opposé, des mégères insupportables.
Elle trouve ses meilleurs rôles dans Partie de campagne de Jean Renoir (1936) et dans Manèges d'Yves Allégret (1949), où elle compose un personnage hors-norme : celui de la mère harpie de Simone Signoret. Elle joue un rôle semblable de mère immorale qui cherche à placer ses filles dans Pot-bouille avec Gérard Philipe. 
En 1959, elle participe avec Maurice Chevalier, Sacha Distel et Marie-France au disque Gigi .

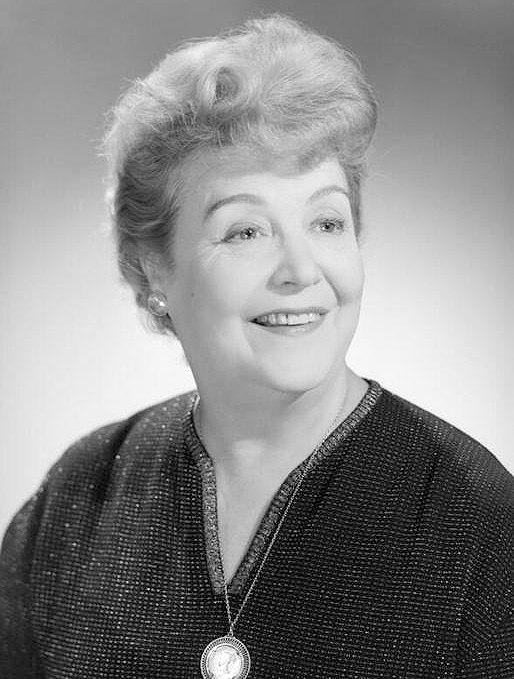
Jane Marken en 1964 (Studio Harcourt).

Elle fait son ultime apparition dans le film L'Humeur vagabonde d'Édouard Luntz (1972).

### Vie privée
Elle fut la compagne de l'acteur Jules Berry rencontré en 1920 lors d'un spectacle mais elle doit interrompre son métier en raison du caractère possessif et instable de son conjoint, qu'elle quitte plus tard sur un simple télégramme qui restera célèbre et relance aussitôt sa carrière "Adieu, Jules ! J'ai assez ri !".
Elle épouse, le 25 avril 1934 à Paris 17e, André Marie Désiré Berthellemy.
Elle a également été la compagne du metteur en scène Yves Allégret qui lui a souvent confié un rôle dans ses nombreux films.
Après une période d'activité plutôt entrecoupée, elle finit par se retirer définitivement de la vie publique et professionnelle, à l'issue de son dernier rôle cinématographique brièvement joué en 1972. N'ayant pas fondé de famille ni entretenu quelque relation amicale, l'ex-comédienne vit les dernières années de sa vie dans la plus profonde solitude.

### Mort
Jane Marken meurt le 1er décembre 1976 à l'Hôtel-Dieu dans le 4e arrondissement de Paris des suites d'une crise cardiaque et sa disparition passe inaperçue malgré une carrière remarquable.
Sa dépouille a été selon ses vœux incinérée au cimetière du Père-Lachaise, l'urne contenant ses cendres a été placée au columbarium (case no 17784), avant d'être relevée d'office quelques années plus tard, faute de renouvellement de concession.

## Filmographie

### Cinéma
- 1912 : La Course aux millions, court métrage de Louis Feuillade : une infirmière
- 1916 : Fioritures (La Source de beauté), film en deux épisodes d'Abel Gance : Anny Dorleville
- 1917 : Géo, le mystérieux (La Vraie Richesse) de Germaine Dulac : Ginette Dorville
- 1919 : Deux coqs vivaient en paix de Georges Monca
- 1919 : Madame et son filleul de Charles Prince (supervisé par Georges Monca)
- 1920 : Chouquette et son as de Charles Prince (supervisé par Georges Monca) : Chouquette
- 1920 : La Folle Nuit de Théodore d'Adolphe Candé (participation à confirmer)
- 1931 : L'Opéra de quat'sous de Georg Wilhelm Pabst
- 1932 : Ce cochon de Morin de Georges Lacombe
- 1933 : La Guerre des valses de Ludwig Berger
- 1933 : Le Maître de forges de Fernand Rivers
- 1934 : La Dame aux camélias de Fernand Rivers (supervisé par Abel Gance) : Prudence
- 1935 : Le Chemineau de Fernand Rivers : Catherine
- 1935 : Ferdinand le noceur de René Sti : Mme Bertimey
- 1935 : Napoléon Bonaparte d'Abel Gance (version sonore) : Marie-Anne
- 1936 : L'Ange du foyer de Léon Mathot : Augustine
- 1936 : La Garçonne de Jean de Limur : Claire
- 1936 : La Marmaille de Dominique Bernard-Deschamps : Madame Marie
- 1936 : Un grand amour de Beethoven d'Abel Gance : Esther Fréchet, la cuisinière
- 1936 : Partie de campagne, moyen métrage de Jean Renoir : Juliette Dufour
- 1936 : L'Homme à abattre de Léon Mathot
- 1937 : Gueule d'amour de Jean Grémillon : Mme Cailloux
- 1938 : Remontons les Champs-Élysées de Sacha Guitry : la mère de Louisette
- 1938 : Paradis perdu d'Abel Gance : Mme Bonneron, la concierge
- 1938 : Hôtel du Nord de Marcel Carné : Louise Lecouvreur, la patronne de l'hôtel
- 1938 : Trois Valses de Ludwig Berger : Céleste
- 1939 : Sans lendemain de Max Ophüls : Mme Béchu
- 1939 : Air pur de René Clair (film inachevé)
- 1940 : La Nuit merveilleuse de Jean-Paul Paulin : l'hôtelière
- 1941 : Une femme dans la nuit d'Edmond T. Gréville : Mme Beghin
- 1941 : Les Deux Timides d'Yves Allégret : la tante Valérie
- 1941 : La Prière aux étoiles de Marcel Pagnol (film inachevé)
- 1943 : Lumière d'été de Jean Grémillon : Mme Martinet
- 1943 : Adrien de Fernandel : Mme Hortense
- 1943 : L'Éternel Retour de Jean Delannoy : Anne
- 1944 : Les Petites du quai aux fleurs de Marc Allégret : Mme Chaussin
- 1944 : Falbalas de Jacques Becker : la tante
- 1945 : Les Enfants du paradis, film en deux époques (Le Boulevard du crime, L'Homme blanc) de Marcel Carné : Mme Hermine
- 1945 : Nuits d'alerte de Léon Mathot : Mme Morizot
- 1945 : Le Pays sans étoiles de Georges Lacombe : la secrétaire
- 1946 : L'Idiot de Georges Lampin : Naria
- 1946 : L'Amour autour de la maison de Pierre de Hérain : Mme Jobic
- 1946 : L'Arche de Noë d'Henry Jacques : Mme Pelpail
- 1946 : Le Beau Voyage de Louis Cuny : la femme d'Albert
- 1946 : L'Homme au chapeau rond de Pierre Billon : la femme du juge
- 1946 : Parade du rire de Roger Verdier : Mme de Saint-Jules
- 1946 : Pétrus de Marc Allégret : la bouchère
- 1946 : Les Portes de la nuit de Marcel Carné : Mme Germaine
- 1947 : Copie conforme de Jean Dréville : la concierge[3]
- 1947 : Dédée d'Anvers d'Yves Allégret : Germaine
- 1947 : Route sans issue de Jean Stelli : la cousine Agathe
- 1948 : Clochemerle de Pierre Chenal : la baronne de Courtebiche
- 1948 : Ces dames aux chapeaux verts de Fernand Rivers : Rosalie
- 1948 : La Femme que j'ai assassinée, de Jacques Daniel-Norman : Maria
- 1948 : Rapide de nuit de Marcel Blistène : Mme Louis
- 1948 : L'amore de Roberto Rossellini et Marcello Pagliero, sketch Le miracle (Il miracolo) : Mme Dufour
- 1948 : Le Secret de Mayerling de Jean Delannoy : la baronne Vetsera
- 1948 : Une si jolie petite plage d'Yves Allégret : Mme Mathieu
- 1949 : Lady Paname d'Henri Jeanson : Mme Gambier
- 1949 : Retour à la vie d'André Cayatte, sketch Le Retour de tante Emma : la tante Berthe
- 1949 : Manèges d'Yves Allégret : la mère de Dora
- 1949 : La Marie du port de Marcel Carné : Mme Josselin, la patronne
- 1950 : Boîte de nuit d'Alfred Rode : Irma
- 1950 : Caroline chérie de Richard Pottier : Cathy, la nourrice
- 1950 : Chéri de Pierre Billon : Charlotte Peloux
- 1950 : Ma pomme de Marc-Gilbert Sauvajon : Mme Delpy
- 1950 : La Passante d'Henri Calef : Mme Pomont
- 1951 : Knock de Guy Lefranc : Mme Parpalaid, la femme du docteur
- 1951 : Chacun son tour d'André Berthomieu : Mme Lepage
- 1951 : Deux Sous de violettes de Jean Anouilh : Mme Dubreck
- 1951 : Le Dindon de Claude Barma : Mme Pinchard
- 1951 : Dupont Barbès (Malou de Montmartre) d'Henri Lepage : Madame Antonine
- 1951 : Et ta sœur d'Henri Lepage : Amélie, la concierge
- 1951 : L'Homme de ma vie de Guy Lefranc : Emma
- 1952 : Monsieur Leguignon lampiste de Maurice Labro : Mme Leguignon
- 1952 : Monsieur Taxi d'André Hunebelle : Louise
- 1952 : Le Trou normand de Jean Boyer : la tante Augustine Lemoine
- 1952 : Le Secret d'une mère de Jean Gourguet : Rosa
- 1953 : Capitaine Pantoufle de Guy Lefranc : Mme Cauchard
- 1953 : Maternité clandestine de Jean Gourguet : la tante de Jacques
- 1953 : Les Compagnes de la nuit de Ralph Habib : Mme Anita
- 1953 : Mam'zelle Nitouche d'Yves Allégret (participation à vérifier)
- 1954 : Leguignon guérisseur de Maurice Labro : Mme Leguignon
- 1955 : Chiens perdus sans collier de Jean Delannoy : la déléguée
- 1955 : Marie-Antoinette reine de France de Jean Delannoy : Mme Victoire
- 1955 : Tant qu'il y aura des femmes d'Edmond T. Gréville
- 1956 : L'Auberge en folie de Pierre Chevalier : Mme Portafaux
- 1956 : Et Dieu… créa la femme de Roger Vadim : Mme Morin
- 1956 : L'inspecteur aime la bagarre de Jean Devaivre : Nène Thierry
- 1956 : L'inspecteur connaît la musique, de Jean Josipovici
- 1956 : Pitié pour les vamps de Jean Josipovici : Mme Édith
- 1957 : Pot Bouille de Julien Duvivier : Éléonore Josseran
- 1957 : Les trois font la paire de Sacha Guitry et Clément Duhour : Georgette Bornier
- 1958 : Ce corps tant désiré de Luis Saslavsky : Mme Férand
- 1958 : Des femmes disparaissent d'Édouard Molinaro : Mme Cassani
- 1958 : Maxime d'Henri Verneuil : Coco Naval
- 1958 : Le Miroir à deux faces d'André Cayatte : Mme Vauzanges
- 1958 : Prisons de femmes de Maurice Cloche : Mme Ramon, la belle-mère d'Alice
- 1958 : La Vie à deux de Clément Duhour : Mme Fourneau, la belle-mère
- 1964 : La Bonne Soupe de Robert Thomas : Mme Alphonse
- 1964 : Patate de Robert Thomas : Berthe
- 1972 : L'Humeur vagabonde d'Édouard Luntz (participation à vérifier)

### Télévision
- 1956 : Feu Monsieur de Marcy de Pierre Viallet
- 1957 : Vautrin (diffusé en trois parties) de Maurice Leroux
- 1958 : Hôtel des neiges de Jean Vernier
- 1958 : Le Mari, la Femme et le Mort de Philippe Ducrest
- 1958 : Le Voyage de monsieur Perrichon de Stellio Lorenzi
- 1959 : L'Amazone et l'Accordeur de Georges Folgoas
- 1959 : L'homme qui se donnait la comédie de François Chatel
- 1960 : Cyrano de Bergerac de Claude Barma : la duègne
- 1961 : L'Amour des trois oranges de Pierre Badel
- 1962 : La Fille du capitaine d'Alain Boudet : Mme Griney
- 1963 : Le Village de Stepanchikovo d'Henri Spade
- 1964 : Le Perroquet du fils Hoquet de Pierre Prévert
- 1964 : Le Cas du docteur Lenôtre de Pierre Cardinal
- 1965 : Robinson Crusoé, feuilleton télévisé en 13 épisodes de 26 min, de Jean Sacha : Jenny
- 1967 : L'Ami Fritz de Georges Folgoas

## Théâtre
- 1913 : La Marche nuptiale de Henry Bataille, Comédie-Française : Maguet
- 1917 : La Folle Nuit d'André Mouëzy-Éon et Félix Gandéra, théâtre Édouard-VII
- 1920 : Les Ailes brisées de Pierre Wolff, théâtre du Vaudeville
- 1945 : Arsenic et vieilles dentelles de Joseph Kesselring, mise en scène Jacques-Henri Duval, théâtre de l'Athénée
- 1947 : Savez-vous planter les choux ? de Marcel Achard, mise en scène Pierre Fresnay, théâtre de la Michodière
- 1950 : Harvey de Mary Chase, mise en scène Marcel Achard, théâtre Antoine
- 1952 : Feu Monsieur de Marcy de Raymond Vincy et Max Régnier, mise en scène Georges Douking, théâtre de la Porte-Saint-Martin
- 1954 : Le Mari, la Femme et la Mort d'André Roussin, mise en scène Louis Ducreux, théâtre des Ambassadeurs, théâtre des Célestins
- 1956 : Le Mari, la Femme et la Mort d'André Roussin, mise en scène Louis Ducreux, théâtre des Célestins, tournée Karsenty
- 1956 : La Chatte sur un toit brûlant de Tennessee Williams, mise en scène Peter Brook, théâtre Antoine
- 1960 : La Fleur des pois d'Édouard Bourdet, mise en scène Jean Meyer, théâtre du Palais-Royal
- 1961 : Huit Femmes de Robert Thomas, théâtre Édouard-VII, théâtre des Bouffes-Parisiens en 1962